# Bundestag
Bundestagul este din 1949 parlamentul federal unicameral al Republicii Federale Germania, ales de popor prin vot universal. Bundestagul alege cancelarul federal (prim-ministrul federal), al cărui mandat durează până la constituirea următorului Bundestag (de regulă 4 ani).

## Organ legislativ
Bundestagul este organul principal legiuitor german (legislativul), alături de alte patru organe federale implicate în procesul legislativ federal:
- Președintele Federal, Bundespräsident;
- Guvernul Federal, Bundesregierung;
- Consiliul Federal al landurilor, Bundesrat;
- Curtea Constituțională Federală, Bundesverfassungsgericht.

Legile de interes federal, propuse de exemplu de către guvern, trebuie să fie hotărâte de Bundestag. (Există și legi la nivel de land. Acestea sunt adoptate de Landtag și nu trec prin Bundestag.) Legile de interes federal ce ating nemijlocit și interesele landurilor sunt supuse în plus și aprobării în Consiliul Federal Bundesrat. În caz de diferențe se apelează la Comisia de mediere Vermittlungsausschuss. În final orice lege aprobată, pentru a intra în vigoare, necesită și promulgarea (semnarea) de către președintele federal.
Orice lege poate fi supusă verificării din partea Curții Constituționale Federale, Bundesverfassungsgericht. În caz că aceasta decide că legea contravine constituției Germaniei, Grundgesetz, legea trebuie modificată corespunzător, de obicei până la o dată precizată, dar fără a ieși între timp din vigoare.
Sediul Bundestagului se află în incinta clădirii Reichstag în Berlin. În zilele noastre Reichstag desemnează numai clădirea respectivă, și nu un organ politic actual.

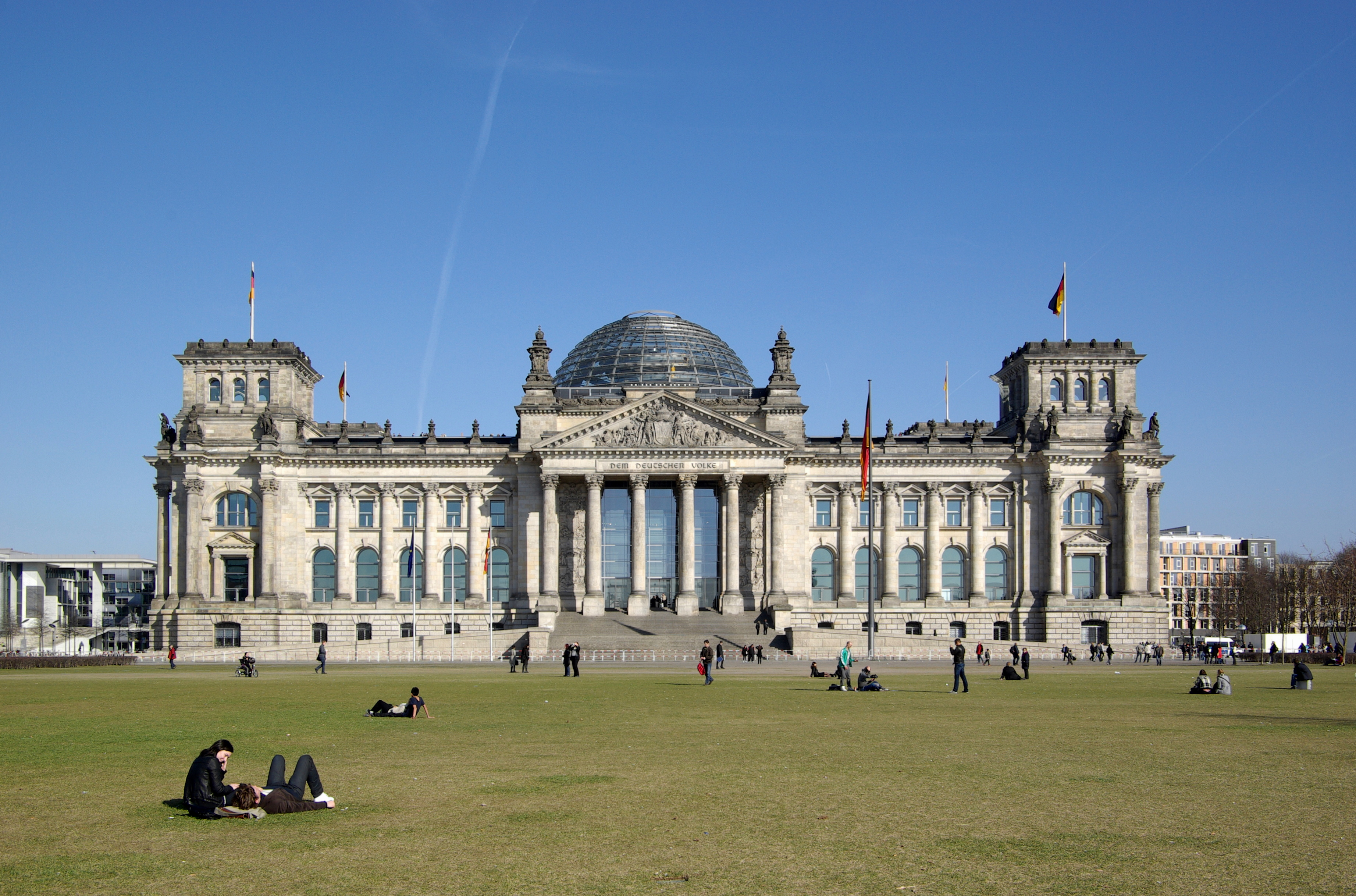
Clădirea Reichstag
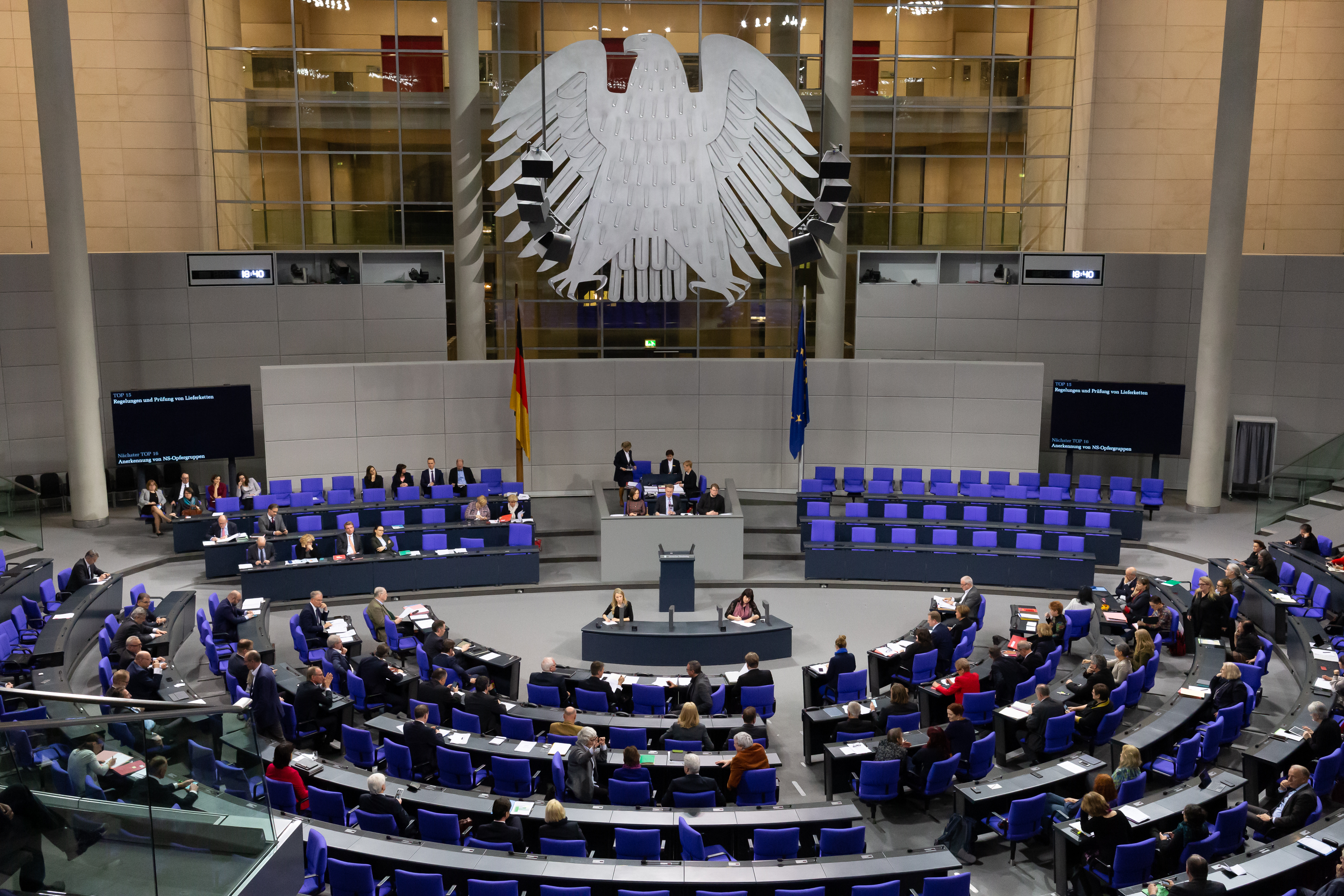
Sala plenară a bundestagului din clădirea Reichstag

## Rezultatul alegerilor
Ultimele alegeri federale s-au ținut duminică, 26 septembrie 2021, pentru alegerea membrilor celui de al 20-lea Bundestag. Acestea au fost câștigate de SPD, cu 25,7% din voturi. Pe locul al doilea s-a situat CDU/CSU, cu 24,1% din voturi. Marea coaliție dintre CDU și SPD nu va fi reluată. După retragerea cancelarei Angela Merkel (CDU), partidul câștigător, SPD, a decis constituirea unei coaliții cu Verzii și cu FDP, sub conducerea lui Olaf Scholz (SPD), vicecancelar federal până în 2021. 
| Repartizarea mandatelor în bundestag (la începutul perioadei parlamentare) | Repartizarea mandatelor în bundestag (la începutul perioadei parlamentare) | Repartizarea mandatelor în bundestag (la începutul perioadei parlamentare) | Repartizarea mandatelor în bundestag (la începutul perioadei parlamentare) | Repartizarea mandatelor în bundestag (la începutul perioadei parlamentare) | Repartizarea mandatelor în bundestag (la începutul perioadei parlamentare) | Repartizarea mandatelor în bundestag (la începutul perioadei parlamentare) | Repartizarea mandatelor în bundestag (la începutul perioadei parlamentare) | Repartizarea mandatelor în bundestag (la începutul perioadei parlamentare) | Repartizarea mandatelor în bundestag (la începutul perioadei parlamentare) |
| Bundestag nr.                                                              | Perioadă                                                                   | Mandate                                                                    | CDU/CSU                                                                    | SPD                                                                        | FDP                                                                        | Bündnis 90/Die Grünen (Verzii)1                                            | Die Linke (Stânga)2                                                        | AfD                                                                        | Altele                                                                     |
| -------------------------------------------------------------------------- | -------------------------------------------------------------------------- | -------------------------------------------------------------------------- | -------------------------------------------------------------------------- | -------------------------------------------------------------------------- | -------------------------------------------------------------------------- | -------------------------------------------------------------------------- | -------------------------------------------------------------------------- | -------------------------------------------------------------------------- | -------------------------------------------------------------------------- |
| 1                                                                          | 1949–1953                                                                  | 402                                                                        | 139                                                                        | 131                                                                        | 52                                                                         | –                                                                          | –                                                                          | –                                                                          | 80                                                                         |
| 2                                                                          | 1953–1957                                                                  | 487                                                                        | 243                                                                        | 151                                                                        | 48                                                                         | –                                                                          | –                                                                          | –                                                                          | 45                                                                         |
| 3                                                                          | 1957–1961                                                                  | 497                                                                        | 270                                                                        | 169                                                                        | 41                                                                         | –                                                                          | –                                                                          | –                                                                          | 17                                                                         |
| 4                                                                          | 1961–1965                                                                  | 499                                                                        | 242                                                                        | 190                                                                        | 67                                                                         | –                                                                          | –                                                                          | –                                                                          | -                                                                          |
| 5                                                                          | 1965–1969                                                                  | 496                                                                        | 245                                                                        | 202                                                                        | 49                                                                         | –                                                                          | –                                                                          | –                                                                          | -                                                                          |
| 6                                                                          | 1969–1972                                                                  | 496                                                                        | 242                                                                        | 224                                                                        | 30                                                                         | –                                                                          | –                                                                          | –                                                                          | -                                                                          |
| 7                                                                          | 1972–1976                                                                  | 496                                                                        | 225                                                                        | 230                                                                        | 41                                                                         | –                                                                          | –                                                                          | –                                                                          | -                                                                          |
| 8                                                                          | 1976–1980                                                                  | 496                                                                        | 243                                                                        | 214                                                                        | 39                                                                         | –                                                                          | –                                                                          | –                                                                          | -                                                                          |
| 9                                                                          | 1980–1983                                                                  | 497                                                                        | 226                                                                        | 218                                                                        | 53                                                                         | –                                                                          | –                                                                          | –                                                                          | -                                                                          |
| 10                                                                         | 1983–1987                                                                  | 498                                                                        | 244                                                                        | 193                                                                        | 34                                                                         | 27                                                                         | –                                                                          | –                                                                          | -                                                                          |
| 11                                                                         | 1987–1990                                                                  | 497                                                                        | 223                                                                        | 186                                                                        | 46                                                                         | 42                                                                         | –                                                                          | –                                                                          | -                                                                          |
| 12                                                                         | 1990–1994                                                                  | 662                                                                        | 319                                                                        | 239                                                                        | 79                                                                         | 8                                                                          | 17                                                                         | –                                                                          | -                                                                          |
| 13                                                                         | 1994–1998                                                                  | 672                                                                        | 294                                                                        | 252                                                                        | 47                                                                         | 49                                                                         | 30                                                                         | –                                                                          | -                                                                          |
| 14                                                                         | 1998–2002'                                                                 | 669                                                                        | 245                                                                        | 298                                                                        | 43                                                                         | 47                                                                         | 36                                                                         | –                                                                          | -                                                                          |
| 15                                                                         | 2002–2005                                                                  | 603                                                                        | 248                                                                        | 251                                                                        | 47                                                                         | 55                                                                         | 2                                                                          | –                                                                          | -                                                                          |
| 16                                                                         | 2005-2009                                                                  | 614                                                                        | 226                                                                        | 222                                                                        | 61                                                                         | 51                                                                         | 54                                                                         | –                                                                          | -                                                                          |
| 17                                                                         | 2009-2013                                                                  | 622                                                                        | 239                                                                        | 146                                                                        | 93                                                                         | 68                                                                         | 76                                                                         | –                                                                          | -                                                                          |
| 18                                                                         | 2013-2017                                                                  | 631                                                                        | 311                                                                        | 193                                                                        | -                                                                          | 63                                                                         | 64                                                                         | –                                                                          | -                                                                          |
| 19                                                                         | 2017-2021                                                                  | 709                                                                        | 246                                                                        | 153                                                                        | 80                                                                         | 67                                                                         | 69                                                                         | 94                                                                         | -                                                                          |
| 20                                                                         | 2021-2025                                                                  | 735                                                                        | 196                                                                        | 206                                                                        | 92                                                                         | 118                                                                        | 39                                                                         | 83                                                                         | 1                                                                          |
| 21                                                                         | 2025-                                                                      | 630                                                                        | 208                                                                        | 120                                                                        | -                                                                          | 85                                                                         | 64                                                                         | 152                                                                        | 1                                                                          |

1 1983 până în 1990 Die Grünen, 1990 până în 1994 Bündnis 90, până în 1994 Bündnis 90/Die Grünen

2 1990 până în 2005 PDS, până în 2005 Die Linkspartei.

3 BP 17, KPD 15, WAV 12, Zentrum 10, DKP-DRP 5, SSW 1, Independenți 3

4 GB-BHE 27, Zentrum 3
5 Alternativă pentru Germania 92, Independenți 2